# 함양 청계서원
함양 청계서원(咸陽 靑溪書院)은 대한민국 경상남도 함양군 수동면 원평리에 있는, 조선 연산군 때 학자인 문민공 김일손(1464∼1498)을 기리기 위한 서원이다.
1983년 7월 20일 경상남도의 문화재자료 제56호 청계서원으로 지정되었다가, 2018년 12월 20일 현재의 명칭으로 변경되었다.

## 개요
조선 연산군 때 학자인 문민공 김일손(1464∼1498)을 기리기 위한 서원이다.
김일손은 김종직의 제자로서 그의 스승을 비롯한 영남학파 학자들과 함께 조의제문사건에 연루되어 무오사화로 희생되었다. 글에 뛰어났으며 관리들의 부정부패를 비판하였다.
연산군 1년(1495)에는 '청계정사'를 세워 유생을 가르쳤고, 광무 10년(1905) 유림들이 그 터에 유허비를 세웠다. 그 뒤 1915년에 건물을 원래 모습으로 고쳐 청계서원이라 하였다.
구경재와 동재, 서재, 홍남문, 솟을삼문 등의 건물이 남아 있고, 봄·가을에 제사를 지내고 있다.

## 같이 보기
- 김일손

## 참고 문헌
- 함양 청계서원 - 국가유산청 국가유산포털